# Село имени Бухарбай батыра
имени Бухарбай батыра (каз. Бұқарбай батыр ат.а.,до 1997 г. — Аксай) — село в Жалагашском районе Кызылординской области Казахстана. Административный центр и единственный населённый пункт сельского округа им. Бухарбай батыра. Код КАТО — 433639100.
Переименовано в честь батыра Бухарбай Естекбайулы.

## Население
В 1999 году население села составляло 2150 человек (1089 мужчин и 1061 женщина). По данным переписи 2009 года, в селе проживали 1983 человека (998 мужчин и 985 женщин).